# Believe (Fernsehserie)
Believe ist eine US-amerikanische Fernsehserie von Alfonso Cuarón und Mark Friedman, die am 10. März 2014 ihre Premiere beim Sender NBC feierte. Die Serie wurde aufgrund schwacher Quotenentwicklung nach nur einer Staffel eingestellt, wobei von den 13 produzierten Folgen in den USA nur 12 ausgestrahlt wurden.

## Inhalt
Bo ist ein junges Mädchen, das mit besonderen übernatürlichen Fähigkeiten geboren wurde, die sie nicht kontrollieren kann. Da sich diese Kräfte mit zunehmendem Alter weiterentwickelten, suchten die Menschen, welche sie betreuten, außenstehende Hilfe. Diese führte sie zu William Tate, einem zu Unrecht zum Tode verurteilten, den sie deshalb aus dem Gefängnis befreiten.

## Darsteller
- Johnny Sequoyah als Bo Adams
- Jake McLaughlin als William Tate, Jr.
- Delroy Lindo als Dr. Milton Winter
- Kyle MacLachlan als Dr. Roman Skouras
- Jamie Chung als Janice Channing